# Maďarská zemská strana malorolnická a zemědělská
Maďarská zemská strana malorolnická a zemědělská (zkratka MZSZM, maďarsky Országos Magyar Kisgazda és Földmives Párt) byla politická strana za První republiky, která byla aktivní hlavně na Slovensku a zastupovala maďarské agrárníky.
Strana se v roce 1920 stala členem organizace s názvem Společný výbor spojených opozičních stran na Slovensku a Podkarpatské Rusi, která měla za úkol reprezentovat národní pospolitost a stát se významnou částí opozice. Ta se však v polovině 20. let rozpadla.

## Volební výsledky strany
Strana se poprvé zúčastnila voleb v roce 1920, kdy proběhly volby do Poslanecké sněmovny, přičemž kandidovala pouze na Slovensku. Strana získala 26 520 hlasů (1,98 % slovenských hlasů/0,4 % celorepublikových hlasů), což stačilo na zisk jednoho mandátu.
Jiných voleb se strana samostatně nezúčastnila.